# Tosashimizu
Tosashimizu (土佐清水市 -shi) é uma cidade japonesa localizada na província de Kochi.
Em 2003 a cidade tinha uma população estimada em 17 891 habitantes e uma densidade populacional de 67,06 h/km². Tem uma área total de 266,78 km².
Recebeu o estatuto de cidade a 1 de Agosto de 1954.

## Cidades-irmãs
- New Bedford, EUA
- Fairhaven, EUA